# Deportes Tolima
Maillots
Actualités
La Corporación Club Deportes Tolima plus connu comme Deportes Tolima est un club de football colombien basé à Ibagué.

## Histoire
Le club est fondé le 18 décembre 1954, le club recrute des Argentins et joue au début avec les mêmes couleurs que le Racing Club en Argentine. Le club intègre le Championnat de Colombie de football en 1955. 
Des années 60 aux années 90, le club se retrouve souvent au milieu ou en bas de classement, même plusieurs fois dernier mais la relégation n'existe pas à cette époque, elle n'entre en vigueur qu'à partir de 1992.
Les seules années où le club se distingue est en 1981 et 1982, le Deportes Tolima termine vice-champion deux fois. Il se qualifie pour la Copa Libertadores 1982 où il termine premier de son groupe du premier tour, mais dernier lors du deuxième tour, en Copa Libertadores 1983 Tolima ne sera que deuxième de son groupe.
En 1993 un an après l'instauration de la relégation Tolima termine dernier, il ne séjournera qu'une saison en deuxième division et fait son retour en 1995 dans l'élite colombienne.
Après son retour en première division, le Deportes Tolima est de plus en plus présent en haut du classement, et remporte son premier titre lors du tournoi de clôture 2003. Le club restera aux avant-postes, échouant de peu lors du tournoi de clôture 2006 ainsi qu'en 2010. Finalement il gagne son deuxième titre de champion en 2018 puis son troisième lors du tournoi d'ouverture 2021.

## Palmarès
- Champion de Colombie (3) :
  - Champion : 2003 (F), Ap 2018, Ap 2021
- Championnat de Colombie de deuxième division
  - Champion : 1994
- Coupe de Colombie
  - Vainqueur : 2014
- Superliga Colombiana
  - Vainqueur : 2022

## Anciens joueurs
- Elson Becerra
- Marcos Coll
- Luis Antonio Moreno
- Wílmar Barrios